# アート・パンク
アート・パンク (Art punk)とは実験的な要素を持つパンク・ロックもしくはポストパンク音楽を指す。また芸術大学や芸術の世界に関連を持つバンドを指すこともある。
最初に「アート・パンク」と呼ばれたのはニューヨーク・ドールズ、テレヴィジョン、パティ・スミス、初期ディーヴォなどのニューヨークシーンのアーティストである。メンバーの大半が芸術大学出身のワイヤーもアート・パンクに位置付けられる。